# Chajjim Rewiwo
Chajjim Micha'el Rewiwo (hebr. חיים מיכאל רביבו, ur. 22 lutego 1972 w Aszdod) – izraelski piłkarz, pomocnik, reprezentant kadry narodowej Izraela. Grał w takich klubach jak: Bene Jehuda, Hapoel Tel Awiw, Maccabi Hajfa, Celta Vigo, Fenerbahçe SK oraz Galatasaray SK.
W hiszpańskiej lidze grał z powodzeniem kilka lat. Jego pierwsze dwa sezony w Fenerbahçe SK także były owocne, ponieważ w 2001 r. doprowadził swoją drużyną do mistrzostwa Turcji, ale kiedy klub kupił kilka nowych graczy i jego miejsce w składzie było zagrożone, zdecydował się na opuszczenie klubu. Przeszedł do odwiecznego rywala drużyny ze Stambułu, a mianowicie do Galatasaray SK. Tam też spędził jeden sezon.
Po powrocie z Turcji przeszedł do klubu FC Aszdod, ale po 12 meczach postanowił zrezygnować z dalszej kariery piłkarskiej.
Obecnie jest biznesmenem, a także właścicielem klubu z Aszdod.